# Notodonta frigida
Notodonta frigida är en fjärilsart som beskrevs av Rudolf Rangnow 1935. Notodonta frigida ingår i släktet Notodonta och familjen tandspinnare. Inga underarter finns listade i Catalogue of Life.